# Pararhaphe mimetica
Pararhaphe mimetica är en insektsart som först beskrevs av Barber 1911.  Pararhaphe mimetica ingår i släktet Pararhaphe och familjen Largidae. Inga underarter finns listade i Catalogue of Life.